# Soziale Fortschrittspartei Südtirols
Soziale Fortschrittspartei Südtirols (Partit Social-Progressista del Tirol del Sud, SFPS) fou un partit polític de Tirol del Sud, que va estar actiu entre el 1966 i el 1978, d'ideologia socialdemòcrata. Es va formar a partir de l'Arbeitskreis für sozialen Fortschritt, corrent intern socialdemòcrata del Südtiroler Volkspartei creada per Egmont Jenny, qui en fou expulsat el 1966 i es va constituir en partit polític amb suport del Partit Socialdemòcrata d'Àustria de Bruno Kreisky. Editava el periòdic Der Fortschritt.
A les eleccions regionals de Trentino-Tirol del Sud de 1968 va obtenir el 2,4% dels vots i no va obtenir escó, però a les regionals de 1973 va obtenir l'1,7% i un conseller per a Jenny. Després d'intentar infructuosament unir-se al Sozialdemokratische Partei Südtirols (que havia tret un 5,1% a les eleccions de 1973) i d'intentar formar una aliança amb l'ala dretana del Partei der Unabhängigen, va decaure i vers el 1978 es va dissoldre.